# Marco e Marcelliano
Marco e Marcelliano (in latino Marcus et Marcellianus) sono venerati come santi dalla Chiesa cattolica. Il loro culto è legato a quello dei santi Tranquillino, Zoe, Nicostrato, Castorio, Cromazio, Tiburzio, Castulo e Marzia, sebbene nel martirologio della Chiesa Cattolica i soli Marco e Marcelliano vengano festeggiati (il 18 giugno).
La loro memoria ricorre il 18 giugno. Nel nuovo Calendario dei santi del 1969 furono esclusi per mancanza di dati certi sulla loro vita. Nel rito tridentino restano come sola commemorazione. 
Tradizionalmente entrambi vennero martirizzati a Roma, sotto l'imperatore Diocleziano, verso la fine del III secolo, probabilmente nell'anno 286. Marco e Marcelliano sono menzionati nei più antichi martirologi, incluso il Martirologio Romano, al 18 giugno, e il loro martirio è descritto negli Atti di San Sebastiano, in gran parte leggendari sebbene antichi.

## Tradizione
Secondo la tradizione, Marco e Marcelliano erano fratelli gemelli, figli di due cristiani di Roma, Tranquillino e Marzia; divenuti anch'essi attivi cristiani, vennero nominati diaconi e, nonostante la loro carica ecclesiastica, si erano sposati e avevano avuto figli. Una volta che l'imperatore Diocleziano obbligò i cristiani ad adorare gli dèi pagani, Marco e Marcelliano, che si erano rifiutati di obbedire, vennero arrestati e rinchiusi in carcere.
Il padre dei due cristiani, afflitto dalla loro cattura, aveva pregato il prefetto Cromazio di concedere trenta giorni di riflessione ai suoi figli, in modo da far rivedere la loro affermazione. Marco e Marcelliano erano ormai sul punto di cedere quando San Sebastiano, ufficiale cristiano al servizio dell'imperatore, fece loro visita in prigione invitandoli a non cedere. Mentre rivolgeva queste parole ai due santi, Sebastiano fu avvolto di una luce divina che provocò lo stupore e la successiva conversione di Tiburzio, figlio dello stesso Cromazio, di Nicostrato, ufficiale dell'esercito, della moglie Zoe, muta da sei anni e dello stesso prefetto.
In seguito alla conversione, racconta la narrazione, Cromazio lasciò liberi Marco e Marcelliano e si ritirò in un suo appartamento in Campania. I due fratelli si nascosero presso un certo San Castulo, un ufficiale romano anch'egli convertito al Cristianesimo, venendo però traditi da un apostata, Torquato.
Il successore di Cromazio, Fabiano, tuttavia, fece arrestare nuovamente i due fratelli e li fece stendere a testa giù con i piedi inchiodati a due colonne. Infine entrambi vennero trafitti da due lance nei fianchi. I loro corpi vennero sepolti sulla Via Ardeatina, presso il cimitero di Domitilla, nella catacomba che porta il loro nome.

## Culto
I corpi di Marco e Marcelliano vennero trasferiti, probabilmente nel IX secolo, nella Basilica dei Santi Cosma e Damiano a Roma. Qui vennero scoperti nel 1583 sotto il pontificato di Papa Gregorio XIII.
Le reliquie rimasero collocate in una tomba, accanto ad un antico dipinto che rappresentava i martiri e una terza persona, identificata nella Beata Vergine Maria. Nel 1902, la loro basilica venne riscoperta nella catacomba di Basileo.
Il corpo di San Marcelliano riposa ora in una teca lignea nella seconda cappella laterale sinistra della Chiesa di San Nicola Da Tolentino a Venezia